# Dobra (Thiendorf)

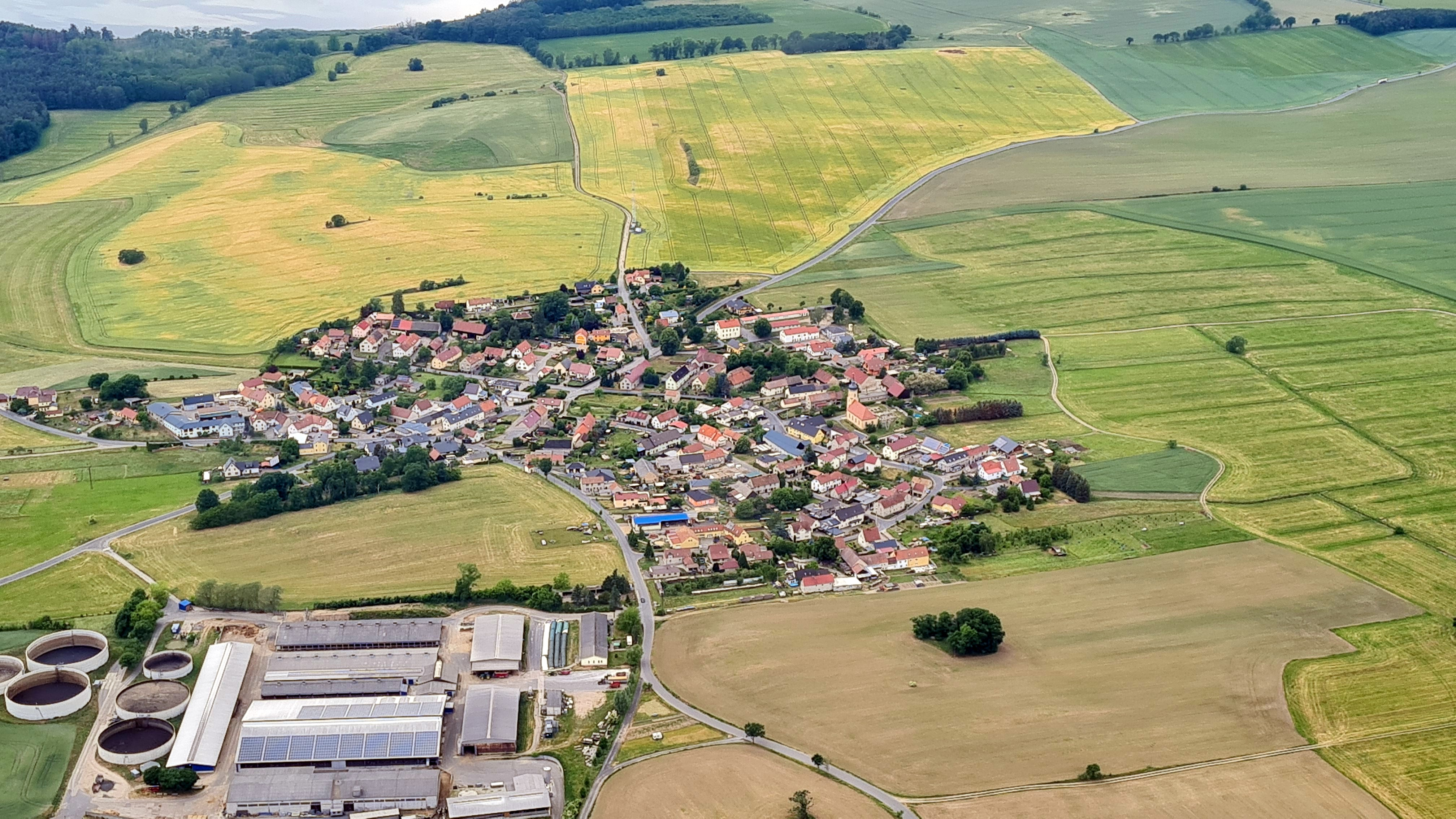
Luftbild von Dobra 2022

Dobra ist ein Ort im Norden des sächsischen Landkreises Meißen. Er gehört zur Gemeinde Thiendorf.

## Geographie und Verkehr
Dobra liegt inmitten von Feldern nahe der Königsbrücker Heide. Der Ort befindet sich 30 Kilometer nördlich von Dresden. Die Nachbarorte sind im Westen Zschorna, im Norden Lötzschen und an Sacka im Osten an Tauscha und Tauscha-Anbau sowie im Süden an Kleinnaundorf und Würschnitz. Die höchste Erhebung ist der 180 Meter hohe Hutberg westlich von Dobra.

## Geschichte
Dobra wurde erstmals 1350 urkundlich erwähnt. Die Schreibweise des Ortes wandelte sich von Arnoldus de Dobera (1292) über Dobera (1298), Dobern, Dobere, Dobera, dy Dobre, zcur Dobir (1424), zcu Dober, Dubro, Dobra (1501) und 1875 schließlich in Dobra b. Radeburg. Die historische Ortslage Dobras ist ein Straßenangerdorf mit Krebsmühle und Rittergut Zschorna. Dobra unterstand der Geschichte nach 1551, 1696 und 1764 der Gerichtsbarkeit des Rittergutes Zschorna. Dem Rittergutsbesitzer stand das Recht der Besetzung für die geistliche Amtsstelle über Pfarre und Schule zu. In der Kirchenmatrikel von 1575 wird als Lehnsherr Heinrich von Petzschwitz auf Rödern und Zschorna und als Pfarrer Andreas Steinauer aus München genannt. Bis zum 1. März 1994 war Dobra eine eigenständige Gemeinde im Landkreis Großenhain mit Zschorna als Ortsteil. 1994 erfolgte die Eingemeindung in die Gemeinde Tauscha, die wiederum am 1. Januar 2016 nach Thiendorf eingemeindet wurde.

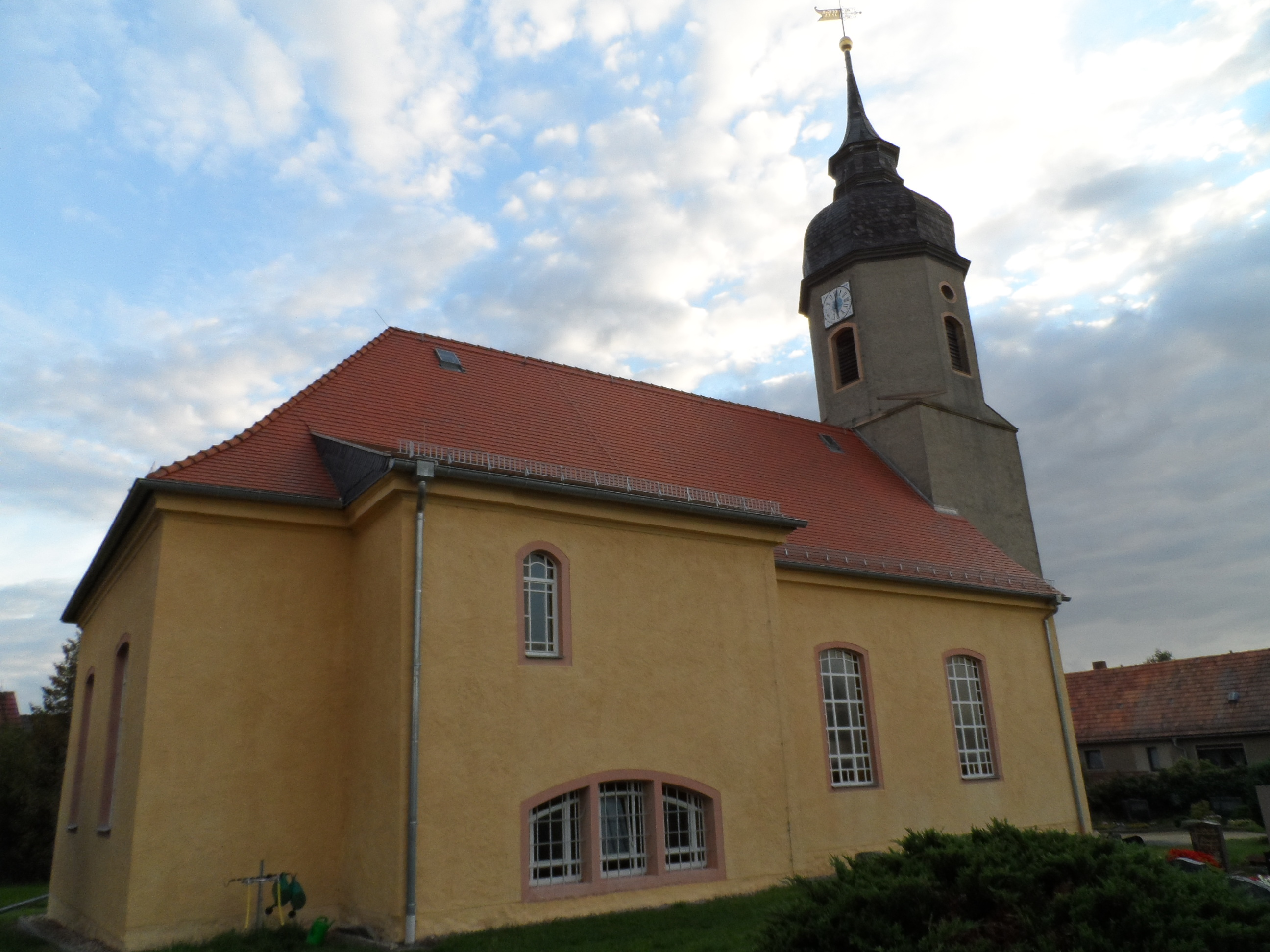
Dorfkirche Dobra

### Kirche
Die Kirche Dobra ist eine schlichte Saalkirche aus dem Jahr 1750, die vielleicht unter Verwendung älterer Bauteile erbaut wurde. Das Dach über dem geraden Ostschluss ist abgewalmt und mit Ochsenaugen versehen. Die Fenster des Saales sind korbbogig geschlossen. Der achtseitige Westturm ist mit einer gefälligen Welschen Haube bekrönt. Im Norden ist die Sakristei angebaut, darüber eine Betstube mit Außentreppe.
Der Innenraum und die Ausstattung wurden um 1807 gestaltet. Der Saal ist flachgedeckt und mit Empore versehen. Das Altarbild zeigt die Grablegung Christi als Kopie nach Caravaggio aus dem 18. Jahrhundert. Das hölzerne Altarkruzifix steht auf barockem Postament. Das Kreuz ist mit Weinranken verziert, besonders der Körper ist fein gestaltet und stammt vermutlich aus der ersten Hälfte des 18. Jahrhunderts. Die Orgel ist ein Werk vermutlich von Nagel aus der Zeit um 1840.

## Bevölkerung

### Bevölkerungsentwicklung
| Jahr | Einwohnerzahl |
| ---- | ------------- |
| 1551 | 95            |
| 1871 | 483           |
| 1946 | 577           |
| 2004 | 326           |

### Religionen
2006 wurden in Dobra 326 Einwohner gezählt. Davon gaben 202 an, evangelisch zu sein; das entspricht 62 %. 9 Einwohner (2,7 %) gaben an, Anhänger des katholischen Glaubens zu sein.